# Steven Blaisse
Steven Joseph Blaisse, nizozemski veslač, * 7. maj 1940, Amsterdam, † 20. april 2001, Brummen.
Blaisse je za Nizozemsko nastopil na Poletnih olimpijskih igrah 1960 v Rimu in na Poletnih olimpijskih igrah 1964 v Tokiu.
Leta 1960 sta bila s partnerjem Ernstom Veenemansom izločena v repesažu dvojcev brez krmarja, na igrah 1964 pa sta v isti disciplini osvojila srebrno medaljo. 